# Merrill Lynch
Merrill Lynch är ett amerikanskt finans- och försäkringsbolag. Bolaget såldes den 14 september 2008 för 50 miljarder dollar (29 dollar per aktie) till Bank of America..

## Samarbete med högskolor och universitet
Företaget är en av medlemmarna, benämnda Partners, i Handelshögskolan i Stockholms partnerprogram för företag som bidrar finansiellt till högskolan och nära samarbetar med den vad gäller forskning och utbildning.